# Catulliaria ugandae
Catulliaria ugandae är en insektsart som beskrevs av Frederick Arthur Godfrey Muir 1931. Catulliaria ugandae ingår i släktet Catulliaria och familjen Tropiduchidae. Inga underarter finns listade i Catalogue of Life.